# Nischni Nowgorod
Nischni Nowgorod (russisch Нижний Новгород (anhörenⓘ = Untere Neustadt); 1932 bis 1990 Gorki, russisch Горький, bisweilen als Gorkij transkribiert) ist mit 1,26 Millionen Einwohnern (Stand 2018) und mehr als zwei Millionen in der Metropolregion die sechstgrößte Stadt Russlands. Sie liegt rund 400 km östlich von Moskau an der Einmündung der Oka in die Wolga und ist die Hauptstadt der Oblast Nischni Nowgorod sowie des Föderationskreises Wolga. Hinter Kasan ist sie die zweitgrößte Stadt an Europas längstem Fluss. Die Oka, der wichtigste rechte Nebenfluss, teilt die Stadt in zwei Teile: den Bergteil an den Djatlow-Hügeln am rechten Ufer mit der Altstadt, und den Flussteil am linken Ufer. Die Satellitenstadt Bor liegt am linken Ufer der Wolga.
Nischni Nowgorod wurde im Jahre 1221 von Fürst Juri II. Wsewolodowitsch von Wladimir als Teil des damals bedeutendsten Fürstentums Wladimir-Susdal gegründet, das im 14. Jahrhundert Teil des Großfürstentums Moskau wurde, welches 1547 wiederum im Russischen Zarentum aufging. Die Bezeichnung Nischni- (= unter) wird genutzt, um die Stadt von der älteren Stadt Weliki Nowgorod (="große" bzw. "bedeutende" Neustadt) zu unterscheiden, welche zur Blütezeit der Rus die bedeutendste Stadt des historischen russischen Kernlands war, mit der Zeit aber immer weiter an Bedeutung verlor, während Nischni Nowgorod heute die weitaus größere und bedeutendere Stadt ist.
Im Jahr 1612 zur Zeit der Wirren (Smuta) zwischen dem Ende der Rurikiden- und dem Beginn der Romanow-Dynastie spielte die Stadt eine entscheidende Rolle, als der Kaufmann Kusma Minin zusammen mit Fürst Dmitri Poscharski von Nischni Nowgorod aus eine Armee zur Befreiung Moskaus von den Polen und Litauern aufstellte und somit die Souveränität der Russen über die russischen Lande wiederherstellte.
Ab dem 19. Jahrhundert entwickelte sich Nischni Nowgorod zu einem bedeutenden Handelszentrum des Russischen Kaiserreiches, die ihren Höhepunkt im Jahr 1896 mit der Allrussischen Ausstellung fand. Während der Sowjetzeit entwickelte sich die Stadt zu einem wichtigen Industriezentrum und war unter dem Namen Gorki bekannt, in Anlehnung an den in der Stadt geborenen Schriftsteller Maxim Gorki. In dieser Zeit wurde auch das Automobilwerk Gorki (GAZ) gebaut, welches zum bedeutendsten Teil der städtischen Wirtschaft heranwuchs und der Stadt den Spitznamen „Russisches Detroit“ einbrachte. Während des Deutsch-Sowjetischen Krieges 1941–1945 war die Stadt der größte Lieferant von Militärausrüstung und wurde infolgedessen den heftigsten Bombenangriffen in der gesamten Region der mittleren Wolga ausgesetzt. Nach dem Krieg wurde der Stadt der Leninorden verliehen. Kurz vor der Auflösung der Sowjetunion wurde die Stadt wieder in Nischni Nowgorod umbenannt. In dieser Zeit wurde 1985 auch das Metronetz der Stadt eröffnet. 2016 weihte Präsident Wladimir Putin das neue Werk „70. Jahrestag des Sieges“ ein, das Teil des größten russischen Rüstungskonzerns Almaz-Antei ist.
Aufgrund der zentralen Lage am Mittellauf der Wolga ist die Stadt eines der Hauptziele des Flusstourismus in Russland. Im Stadtzentrum befinden sich außerdem zahlreiche Universitäten, Kirchen, Museen und Theater. Der Kreml – das historische Zentrum der Stadt – beherbergt die wichtigsten Regierungsbehörden der Stadt und des Föderationskreises Wolga, sowie mit der Erzengel-Michael-Kathedrale das älteste erhaltene Gebäude der Stadt. Das historische Zentrum von Nischni Nowgorod hat trotz erheblicher Umbaumaßnahmen eine beträchtliche Anzahl historischer Zivilgebäude aus dem 18. bis frühen 20. Jahrhundert bewahrt, darunter zahlreiche Denkmäler der Holzarchitektur. Der Dmitrijewskaja-Turm des Kremls überblickt den historischen Minin- und Poscharski-Platz. 
In jüngster Zeit trat Nischni Nowgorod als einer der Austragungsorte der FIFA-Fußballweltmeisterschaft 2018 in Erscheinung.

## Geschichte

### Mittelalterlicher Fürstensitz
Die Stadt wurde 1221 von Juri II. Wsewolodowitsch, dem Großfürsten von Wladimir-Susdal, am Zusammenfluss der beiden wichtigsten Flüsse seines Herrschaftsgebiets, der Wolga und der Oka, gegründet. Die wörtliche Übersetzung von Nischni Nowgorod lautet „Untere Neustadt“. Möglicherweise gab man ihr diesen Namen zur Unterscheidung vom älteren Nowgorod. Wie auch Moskau und Twer gehörte Nischni Nowgorod zu jenen neugegründeten Städten, die aufgrund ihrer damaligen Bedeutungslosigkeit der Verwüstung durch die Mongolen entgingen, sich dann aber in der Zeit des „Tatarenjochs“ (Herrschaft der Goldenen Horde vom 13.–15. Jahrhundert) zu wichtigen politischen Zentren entwickelten. Die Bedeutung Nischni Nowgorods stieg weiter, nachdem es 1341 zur Hauptstadt des gleichnamigen Fürstentums erklärt worden war, das sich von Wladimir-Susdal trennte. Der Großfürst Dimitri Konstantinowitsch (1328–1383) war bemüht, die Hauptstadt seines Reiches zu einem ebenbürtigen Rivalen Moskaus zu machen. Er begann den Kreml, die steinerne Festung, als Schutz vor den Tataren zu erbauen. Er machte sich, gemäß der Geschichtsschreibung, auch um den Bau mehrerer Kirchen verdient. In seinem Auftrag wurde 1377 durch den Mönch Lawrenti die älteste erhaltene Abschrift der Nestorchronik erstellt.
Im Jahre 1378 wurde die Stadt von den Truppen Mamais, des Emirs der Goldenen Horde, zerstört.

### Mächtigste Festung des Moskauer Reiches

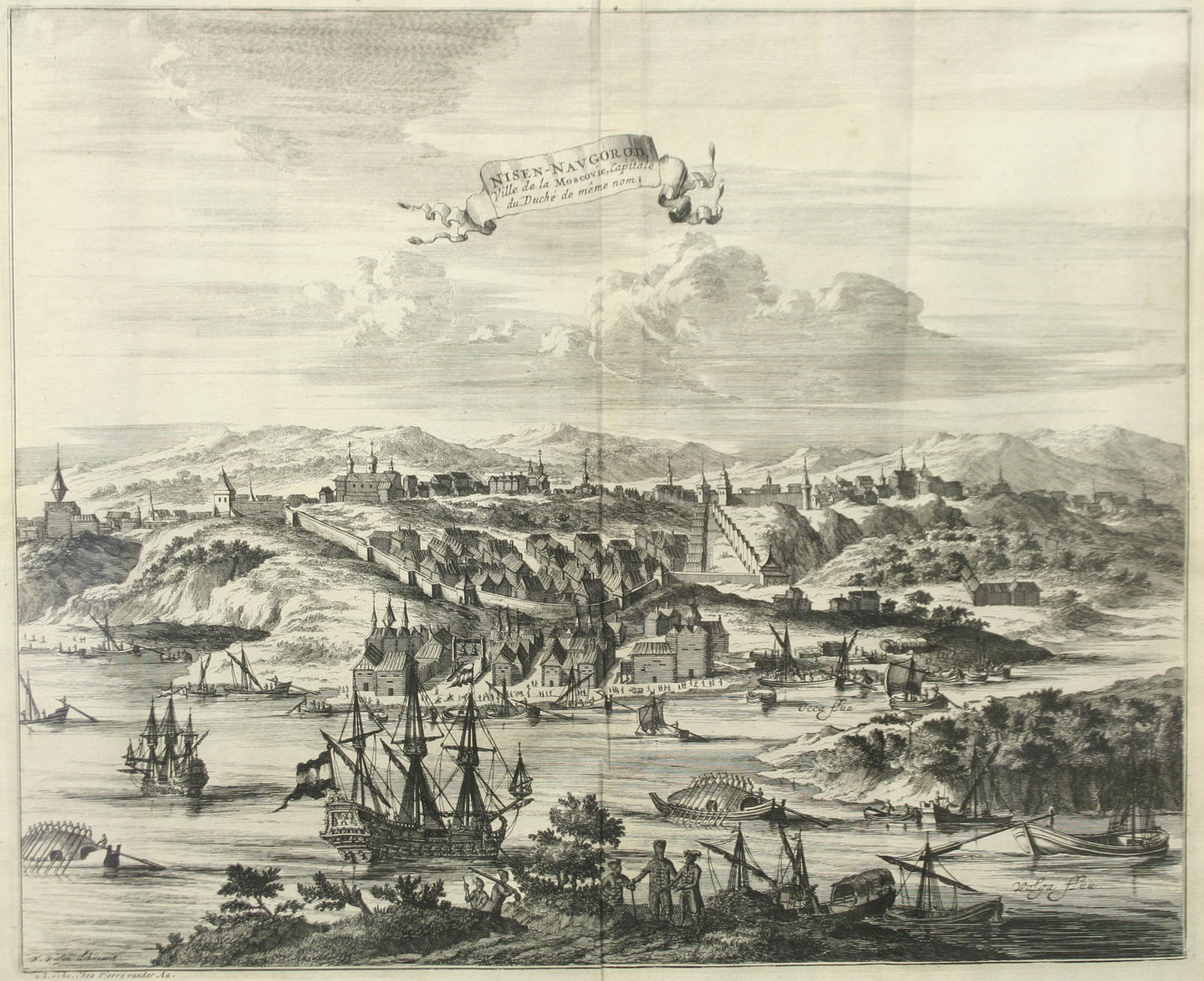
Nischni Nowgorod. 1727

Nachdem die Stadt 1392 Teil des Großfürstentums Moskau geworden war, nannten sich die Fürsten von Nischni-Nowgorod „Schuiskie“ und siedelten nach Moskau um, wo sie wichtige Positionen am Hof bekleideten und kurzzeitig mit Wassili IV. den Thron erklommen. Nischni Nowgorod wurde von den Moskowitern vor allem als wichtige Festung bei ihren Kriegen gegen die Kasaner Tataren angesehen. Der gewaltige Kreml aus rotem Ziegelstein, eine der mächtigsten und ältesten erhaltenen russischen Festungen, wurde in den Jahren von 1508 bis 1511 unter der Federführung von Pietro Francesco (Petr Fryazin) errichtet. Als die Tataren die Festung 1520 und 1536 belagerten, erwies sie sich als stark genug und hielt den Angriffen stand. Nach der Eroberung von Kasan 1552 durch den Großfürsten von Moskau wuchs die wirtschaftliche Bedeutung der Stadt, da Moskau nun den gesamten Wolgaweg beherrschte. 1612 vertrieb eine Volkswehr, die vom Nischni-Nowgoroder Kaufmann Kusma Minin aufgestellt worden war und vom Fürsten Dmitri Posharski angeführt wurde, die polnischen Truppen aus Moskau und beendete damit die so genannte „Zeit der Wirren“. Die Gebeine Minins liegen im Nischni Nowgoroder Kreml.
Im Verlauf des 17. Jahrhunderts erlebte die Stadt eine wirtschaftliche Blüte und wurde von den Stroganows, einer der reichsten Kaufmannsfamilien Russlands, als Stützpunkt und Niederlassung für ihre Unternehmungen gewählt. Der spezifische, um 1700 in Nischni Nowgorod entstandene Architektur- und Ikonenstil, wird als „Stroganow-Schule“ bezeichnet. 1719 wurde die Stadt zum Zentrum eines Gouvernements.

### Große Handelsstadt
Im Jahr 1817 wurde die Messe von Makarjew, einer der lebhaftesten Handelsmärkte der damaligen Welt, nach Nischni Nowgorod verlagert, was seit dieser Zeit Jahr für Jahr Millionen von Besuchern in die Stadt lockte. Mitte des 19. Jahrhunderts hatte sie sich als die Handelsstadt des russischen Reiches etabliert. Weitere Wirtschaftszweige begannen sich zu entwickeln, und zu Beginn des 20. Jahrhunderts war die Stadt auch eines der wichtigsten Industriezentren des Landes. Das trostlose Leben des Proletariats in dieser Stadt wird in den Romanen von Maxim Gorki, der in Nischni Nowgorod geboren wurde, realistisch beschrieben. Eine berühmte Redensart, die Nischni Nowgorods Bedeutung als Handelsstadt widerspiegelt, lautet: Moskau ist das Herz Russlands, Petersburg der Kopf und Nischni Nowgorod seine Tasche.

### Sowjetische Stadt

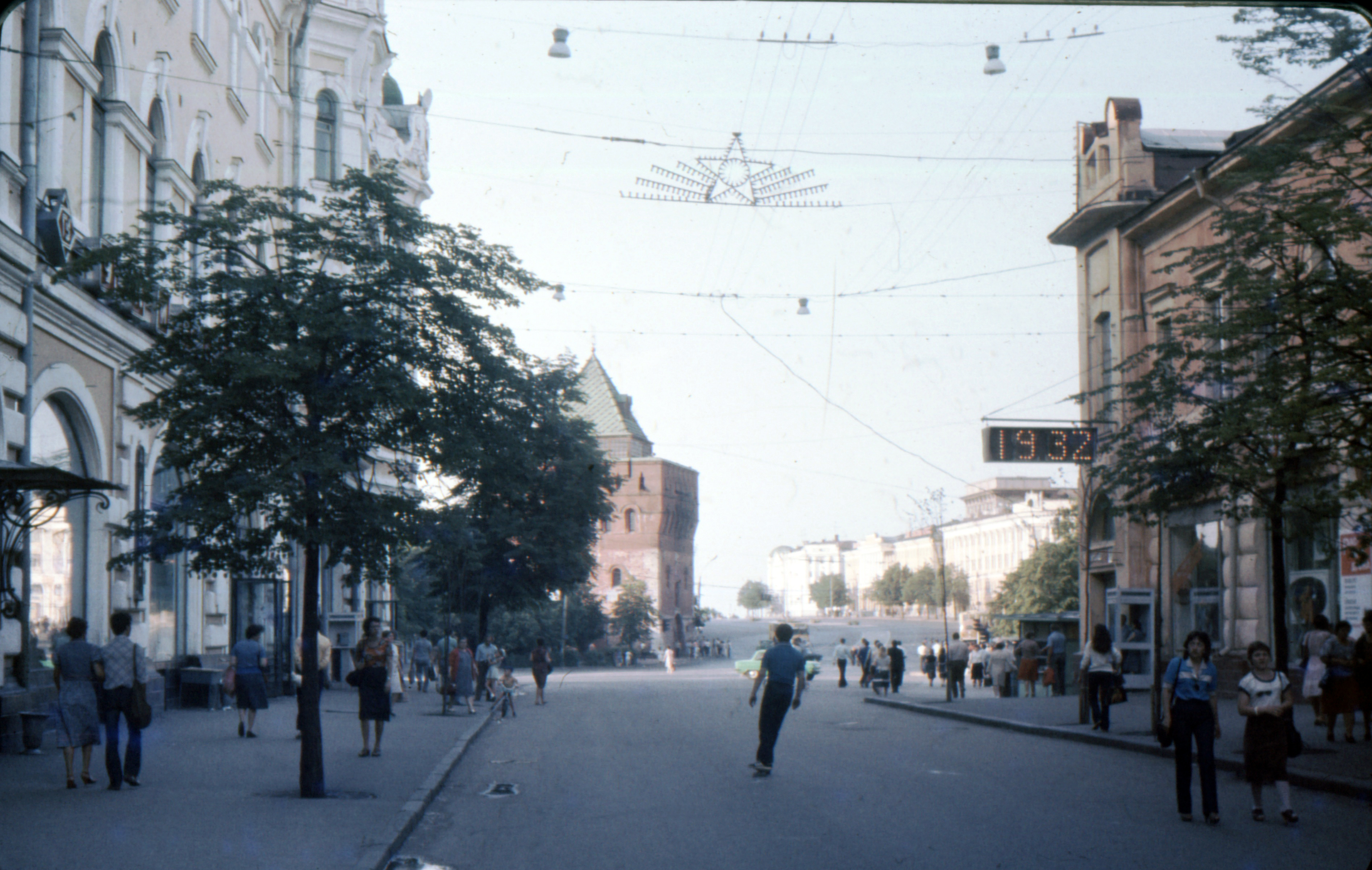
Fußgängerzone in der Swerdlow-Straße (1985)

Die Stadt wurde 1932 in Gorki (Горький) umbenannt, nachdem Maxim Gorki offiziell als proletarischer Schriftsteller anerkannt worden war. Erst nach der politischen Wende erhielt sie 1990 ihren alten Namen zurück.
In den 1930er Jahren erhielt Gorki den Status einer „geschlossenen Stadt“, die von Ausländern nicht besucht werden durfte. Grund dafür waren die hier ansässigen Betriebe, die auch Rüstungsgüter herstellten. 1932 wurden eine Automobil- und eine Flugzeugfabrik eröffnet. In Gorki wurden unter anderem Atom-U-Boote (der Charlie-Klasse), Kampfflugzeuge (etwa die MiG-29 oder die MiG-31) und Panzer produziert. Erst 1991 wurde die Stadt wieder für Besucher geöffnet.
Ebenfalls in den 1930er Jahren überholte Gorki nach Einwohnern die bei der Volkszählung 1926 noch größeren Städte Saratow und Rostow am Don, wurde somit zur drittgrößten Stadt der RSFSR und blieb dies bis Ende der 1980er Jahre, als es von Nowosibirsk übertroffen wurde (und 2005 auch von Jekaterinburg).
Während des Zweiten Weltkriegs stieg die Stadt zum größten Rüstungsstandort des Landes auf. 1941 wurden am Stadtrand Panzersperren errichtet und die Produktion von Rüstungsgütern erweitert. Auch Munition und die bekannten Katjuscha-Raketen wurden nun hier produziert. Bis 1945 flog die deutsche Luftwaffe 47 Angriffe auf die Stadt, um die Rüstungsbetriebe zu zerstören. Im Stadtteil Ssormowo wurde 1945 das Kriegsgefangenenlager 117 errichtet, dessen Insassen sämtlich erst nach der Kapitulation am 8. Mai 1945 in Böhmen in Gefangenschaft gerieten.
In den 1960er bis 1980er Jahren wurde die Stadt, wie alle sowjetischen Großstädte, durch den Bau von neuen Wohngebieten in Plattenbauweise wesentlich erweitert. 1985 wurde die Gorkier Metro eröffnet.
Von 1980 bis 1986 war die Stadt der Verbannungsort des Atomphysikers Andrei Sacharow. Sacharow war beim kommunistischen Regime in Ungnade gefallen, nachdem er sich gegen den Einzug der sowjetischen Truppen in Afghanistan ausgesprochen hatte. Er wurde aus Moskau ausgewiesen und lebte in Gorki unter ständiger Überwachung durch den KGB in einer Wohnung, die heute als Sacharow-Museum besichtigt werden kann. 1986 bekam er von Michail Gorbatschow die Erlaubnis, nach Moskau zurückzukehren.

### Nischni Nowgorod in der Russischen Föderation

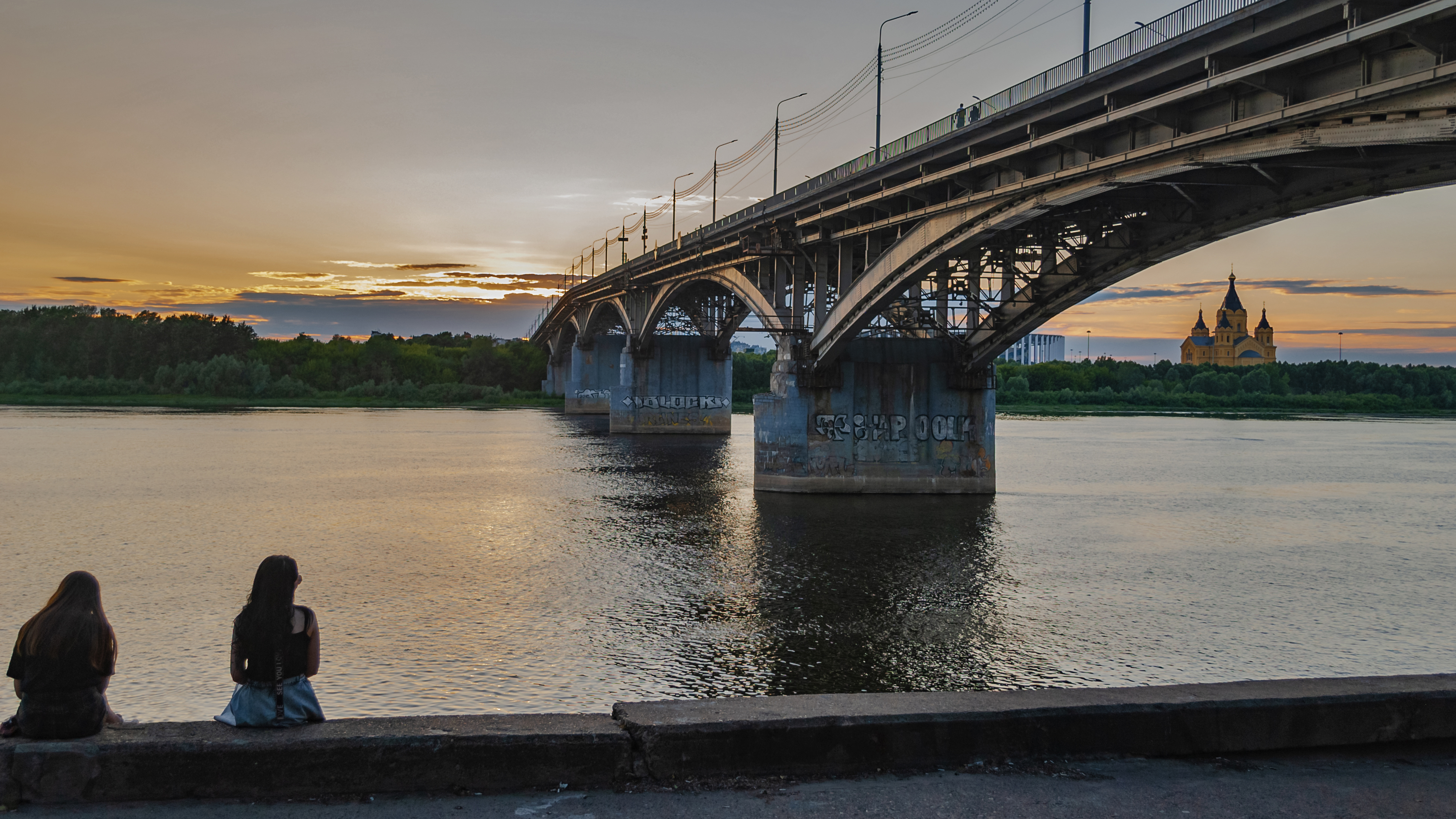
Kanawinskibrücke über die Oka

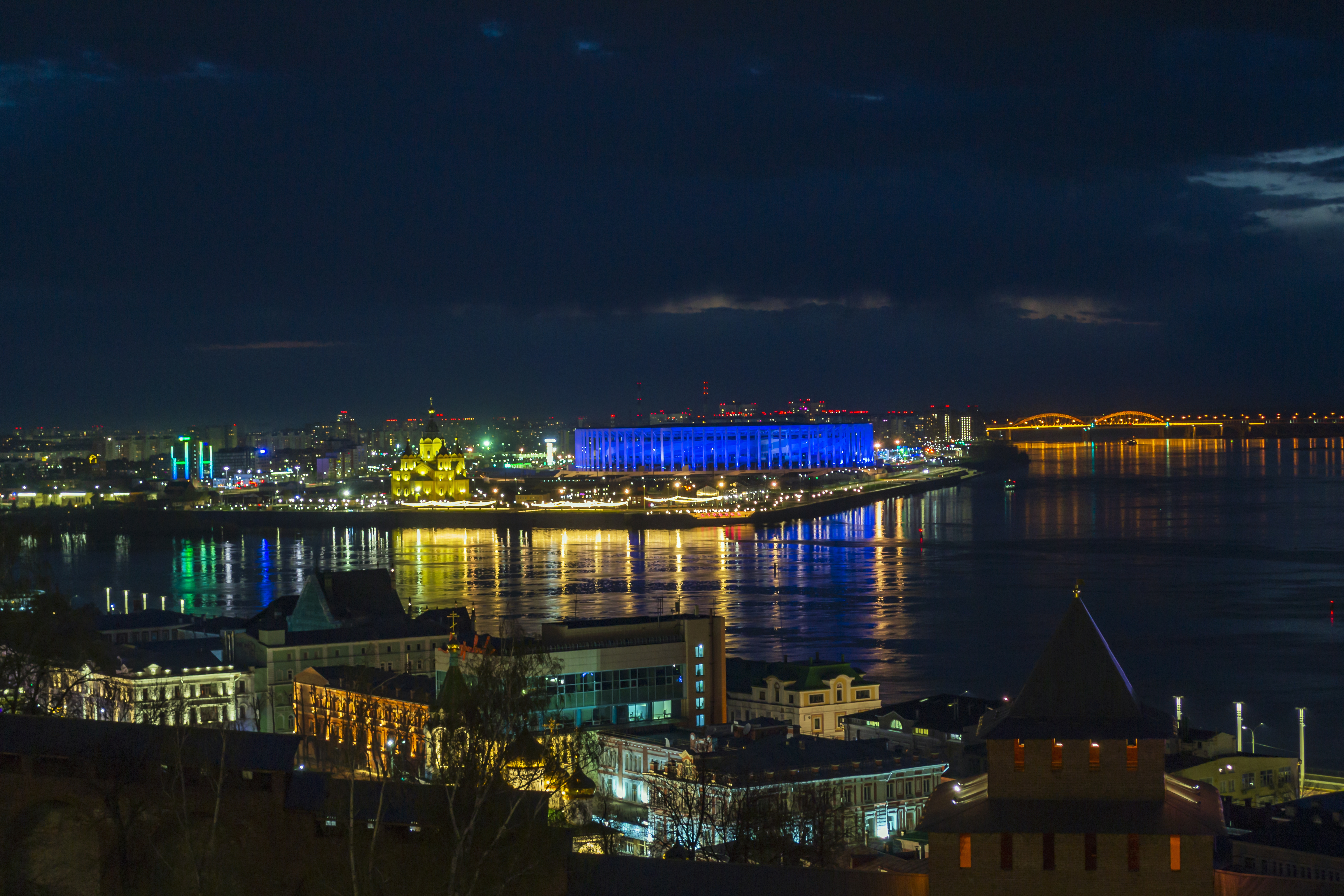
Strelka (Einmündung der Oka in die Wolga)

Bereits in der Zeit der Perestroika und bis in die 1990er Jahre hinein galt die Stadt als Vorreiter marktwirtschaftlicher Reformen. Während andere Regionen Russlands noch am alten System festhielten, zeigte man sich hier besonders fortschrittlich.
Im Jahr 2000 wurde Nischni Nowgorod im Rahmen der Umstrukturierung der administrativen Struktur Russlands unter Präsident Putin zur Hauptstadt des Föderationskreises Wolga, als dessen Oberhaupt der ehemalige Ministerpräsident Sergei Kirijenko eingesetzt wurde. Am 9. Februar 2012 wurde die Seilbahn zwischen Nischni Nowgorod und Bor am gegenüberliegenden Wolga-Ufer eröffnet. Am 24. Juni 2013 startete die S-Bahn.
Am 22. September 2015 unterzeichnete Wladimir Putin das Dekret „Anlässlich des 800. Jahrestages der Gründung der Stadt Nischni Nowgorod“ mit der Empfehlung an die staatlichen Behörden der Mitgliedsgruppen der Russischen Föderation und den lokalen Regierungen, sich an der Vorbereitung und Durchführung der Feier zum 800. Jahrestag der Gründung der Stadt Nischni Nowgorod zu beteiligen.

## Bevölkerung

### Übersicht
Die ethnische Zusammensetzung der Stadt ist weitgehend homogen. Rund 95 Prozent der Stadtbewohner rechnen sich der Ethnie der Russen zu. Das Durchschnittsalter der Bevölkerung im Jahr 2011 betrug 39,9 Jahre. 64 Prozent der Bevölkerung waren im arbeitsfähigen Alter. 2009 lebten in der Stadt 358.000 Menschen im Rentenalter, von denen 30 älter als 100 Jahre alt waren. Im Jahr 2012 gab es rund 3700 kinderreiche Familien. Als kinderreich galten jene, die drei Kinder oder mehr großzogen.

### Einwohnerzahlen
| Einwohner                                                         | 90.053 | 182.000 | 643.689 | 941.962 | 1.170.133 | 1.344.474 | 1.438.133 | 1.311.252 | 1.250.619 |
| 1926 gerundet; zzgl. Sormowo, 1928 eingemeindet, 40.090 Einwohner |        |         |         |         |           |           |           |           |           |

## Sehenswürdigkeiten
Unter Kunstinteressierten wird Nischni Nowgorod als Architektur-Mekka Russlands bezeichnet. Es besteht hier ein besonders sehenswertes Ensemble aus einer prächtigen historischen Altstadt und einer Vielzahl architektonisch interessanter moderner Bauten, ein einzigartiges Prunkstück in Russland.

### Kreml

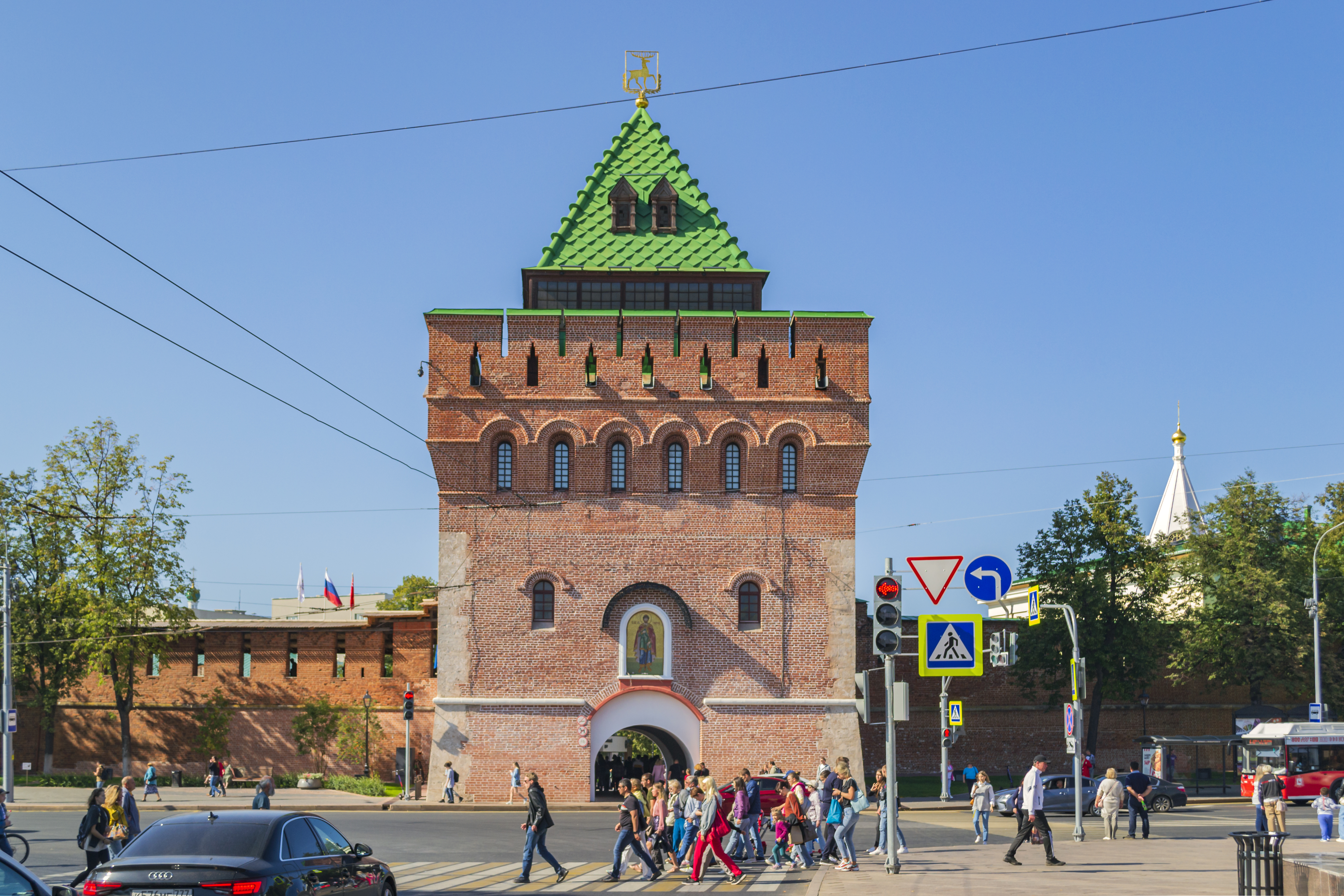
St.-Dimitrios-Turm, Hauptturm des Kremls

Der Nischni Nowgoroder Kreml ist das historische Zentrum der Stadt. Der Bau begann 1501 mit dem Iwanowskaja-Turm. 1508 folgten weitere Baumaßnahmen, die 1515 abgeschlossen wurden. Der Komplex umfasst 13 Türme, fünf davon mit Toren und einem quadratischen Grundriss, acht mit runder Form. Die Türme sind zwischen 18 und 30 Meter hoch und durch bis zu fünf Meter dicke, 12 bis 20 Meter lange Mauern verbunden. Auf dem Gelände des Kremls befindet sich die Erzengel-Michael-Kathedrale, errichtet in den Jahren zwischen 1628 und 1631 von Lawrenti Wosoulin und A. Konstantinow.

### Arsenal
Ebenfalls auf dem Gelände des Kremls steht das Arsenal, das 1843 auf Geheiß von Nikolaus I. erbaut wurde. Hier werden heute wechselnde Ausstellungen internationaler zeitgenössischer Kunst gezeigt.
Unterhalb des Kremls besteht ein Aussichtspunkt, am Zusammenfluss der Oka und der Wolga.

### Altstadt

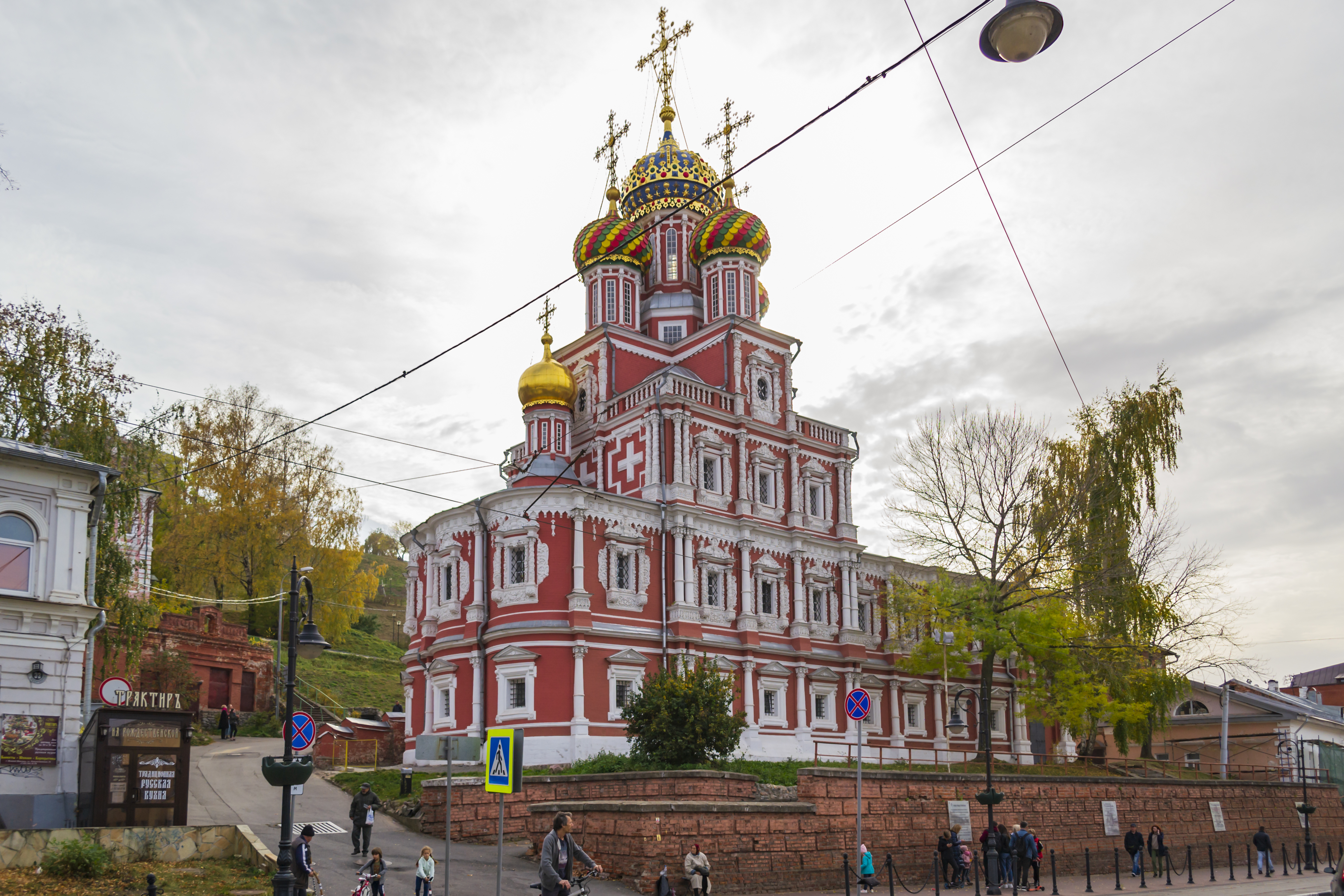
Mariä-Geburt-Kathedrale

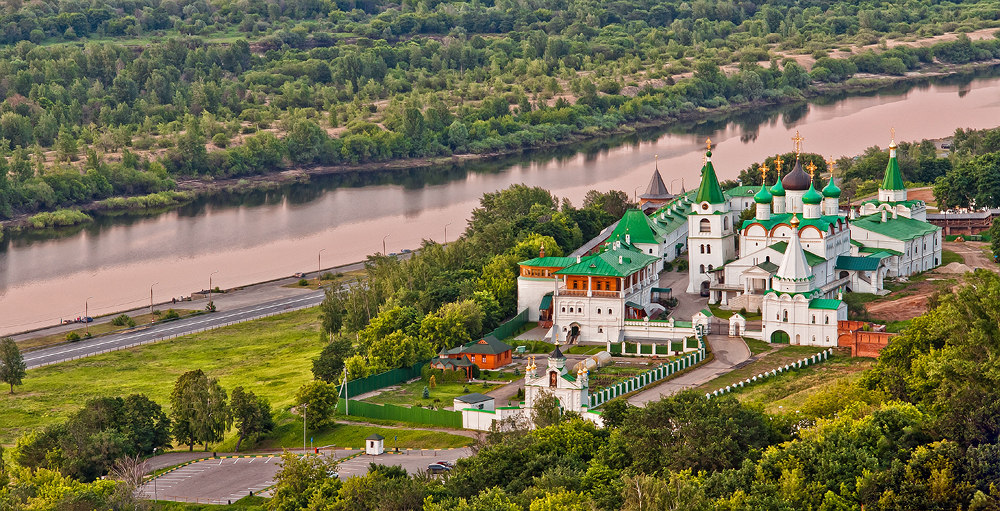
Höhlenkloster

In der Nischni Nowgoroder Altstadt besteht eine Vielzahl von Bauwerken aller Stilepochen, vom 17. Jahrhundert bis in die Neuzeit. Zu den erwähnenswerten Gotteshäusern gehören neben vielen anderen:
- ⊙ Mariä-Geburt-Kathedrale, auch Stroganow-Kirche genannt (17. Jahrhundert, Stroganow-Barock),
- ⊙ Alexander-Newski-Kathedrale (19. Jahrhundert, Eklektizismus),
- ⊙ Kirche der Smolensker und Wladimirer Mutter Gottes (17. Jahrhundert, Stroganow-Barock),
- ⊙ Christi-Himmelfahrts-Kirche des Architekten Konstantin Andrejewitsch Thon,
- ⊙ prächtig restaurierte Kirche Johannes des Täufers vom Ende des 17. Jahrhunderts,
- ⊙ einzigartige Mariä-Entschlafens-Kirche von 1672,
- ⊙ Kirche des Sergius von Radonesch.

In der Stadt gibt es außerdem drei Klöster:
- ⊙ Mariä-Verkündigungs-Kloster (Blagowestschenski monastyr),
- ⊙ Höhlenkloster (Petscherski monastyr),
- ⊙ Kreuzerhöhungskloster (Krestowosdwischenski monastyr).

Der Jugendstilarchitekt Fjodor Schechtel baute in Nischni Nowgorod die Bank Rukawischnikowich (1908) und die Stadtvilla der Rukawischnikow (1911/1912), in der sich seit den 1990er Jahren das Architekturmuseum befindet. Vom St. Petersburger Architekten Wladimir Alexandrowitsch Pokrowski stammen das Staatsbankgebäude von 1911–1913 im altrussischen Stil, das Komödientheater, die Uspenski-Kirche der Altgläubigen von 1916 und das Jugendzentrum (ehemalige Bauernbank) von 1915. Ebenfalls erwähnenswert sind das Rathaus von W. P. Zeidler aus den Jahren 1899–1902 und die Spasso-Preobraschenski-Kathedrale (Christi-Verklärungs-Kathedrale, Alte Marktkirche) aus dem Jahr 1822.
Auch der Konstruktivismus und der Sozialistische Realismus sind in der Stadt mit Beispielen vertreten – etwa mit dem Hotel Rossija und dem Ingenieursinstitut für Wassertransport (beide aus den 1930er Jahren).

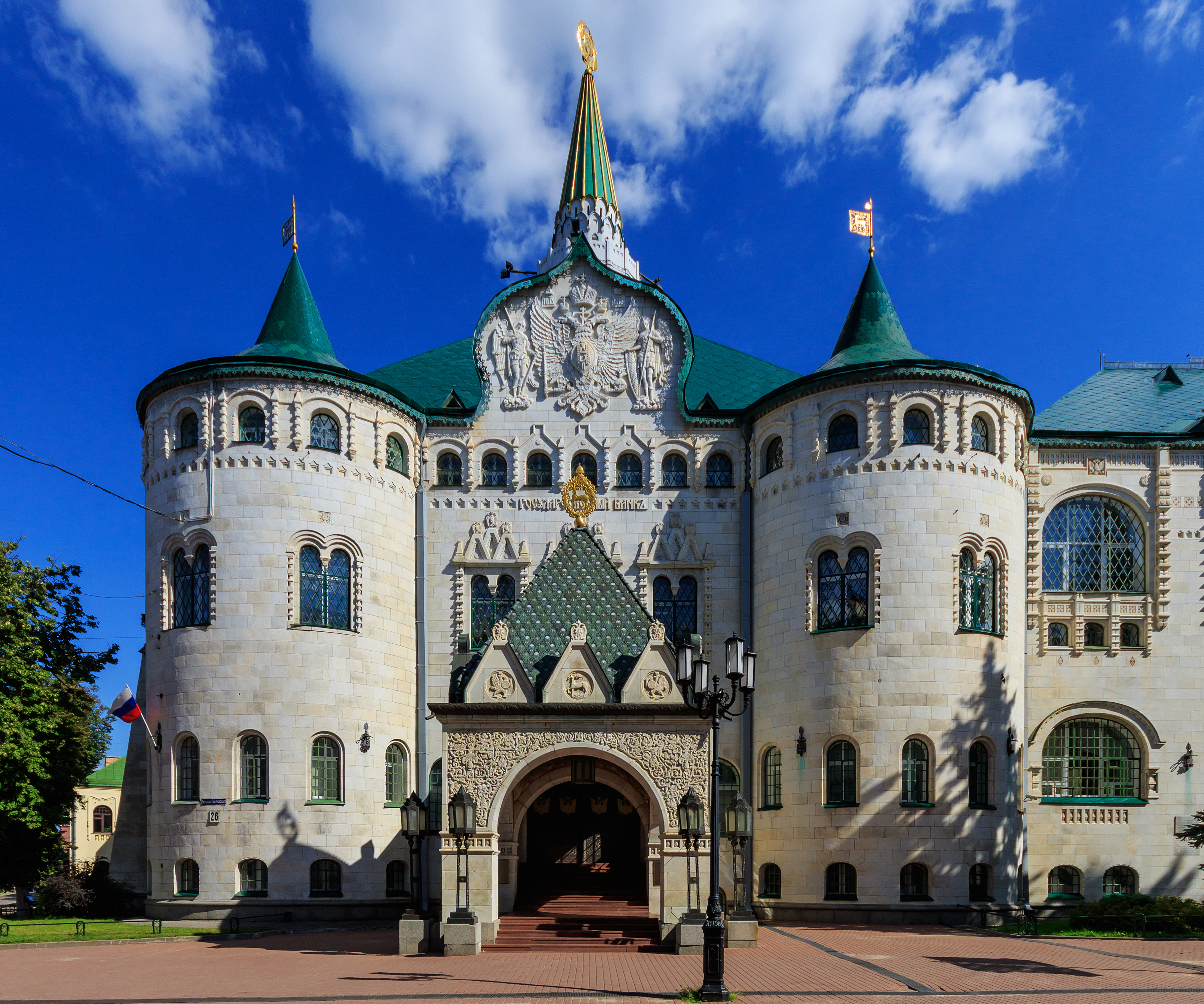
Staatsbankgebäude in der Bolschaja-Pokrowskaja-Straße

Führende Architekten der modernen Architektur sind Wladimir Kowalenko, Jewgeni Pestow und Alexander Charitonow. Als Beispiele sind zu nennen: die Garantia-Bank, das Goldene Haus, die Erweiterung des Komödientheaters, das Dom Kutscha, die Kaskade, der Baschnja-Reproduktor, das Pila, das Hotel Oktjabrskaja, das Haus des Künstlers, das Dynamo-Stadion, das Wohnhaus Wetter, das Periskop, das Geschäftshaus Titanik und das Haus mit dem Spiegel.

### Kunstmuseum
Eine besondere Stellung genießt das Kunstmuseum mit über 12.000 Exponaten, darunter Werken von bedeutenden russischen Künstlern wie Wiktor Michailowitsch Wasnezow, Karl Pawlowitsch Brjullow, Iwan Iwanowitsch Schischkin, Iwan Nikolajewitsch Kramskoi, Ilja Jefimowitsch Repin, Isaak Iljitsch Lewitan, Ernst Iossifowitsch Neiswestny, Wassili Iwanowitsch Surikow, Iwan Konstantinowitsch Aiwasowski, und größeren Sammlungen von Boris Michailowitsch Kustodijew und Nicholas Roerich.
Das Museum beherbergt ferner eine große Sammlung westeuropäischer Kunst mit Werken von David Teniers dem Jüngeren, Bernardo Bellotto, Lucas Cranach dem Älteren, Pieter de Grebber, Giuseppe Maria Crespi, einer Vedute von Giovanni Battista Piranesi und vielen mehr.
Beachtung finden ebenfalls die Exponate der Russischen Avantgarde mit Werken von Kasimir Malewitsch, Wassily Kandinsky, Natalija Gontscharowa, Michail Larionow u. a. sowie die reiche Sammlung an ostasiatischer Kunst.

### Freilichtmuseum
Das Museum für Architektur und das Leben der Menschen in der Wolga-Region von Nischni Nowgorod ist ein Museum der Holzarchitektur der Dörfer des 19. Jahrhunderts und beinhaltet auf 35 ha Museumsfläche unter anderem auch mehrere Holzkirchen.

### Universitätsbibliothek
Die Bibliothek ging aus der 1831 gegründeten öffentlichen Bibliothek hervor. Mit 4,3 Millionen Objekten, zu denen 40.000 Bücher aus allen Epochen vom 16. Jahrhundert an zählen, sowie mit über 600 Manuskripten aus dem 15. Jahrhundert, mit dem einzigen Exemplar der Latuchin-Chronik aus dem 17. Jahrhundert ist sie eine der größten und bedeutendsten Bibliotheken weltweit.

### Oper
Die Oper in Nischni Nowgorod genießt weltweiten Ruhm, die Balletttruppe ist sehr exquisit und gibt überall auf der Welt Gastspiele.

### Schauspielhaus

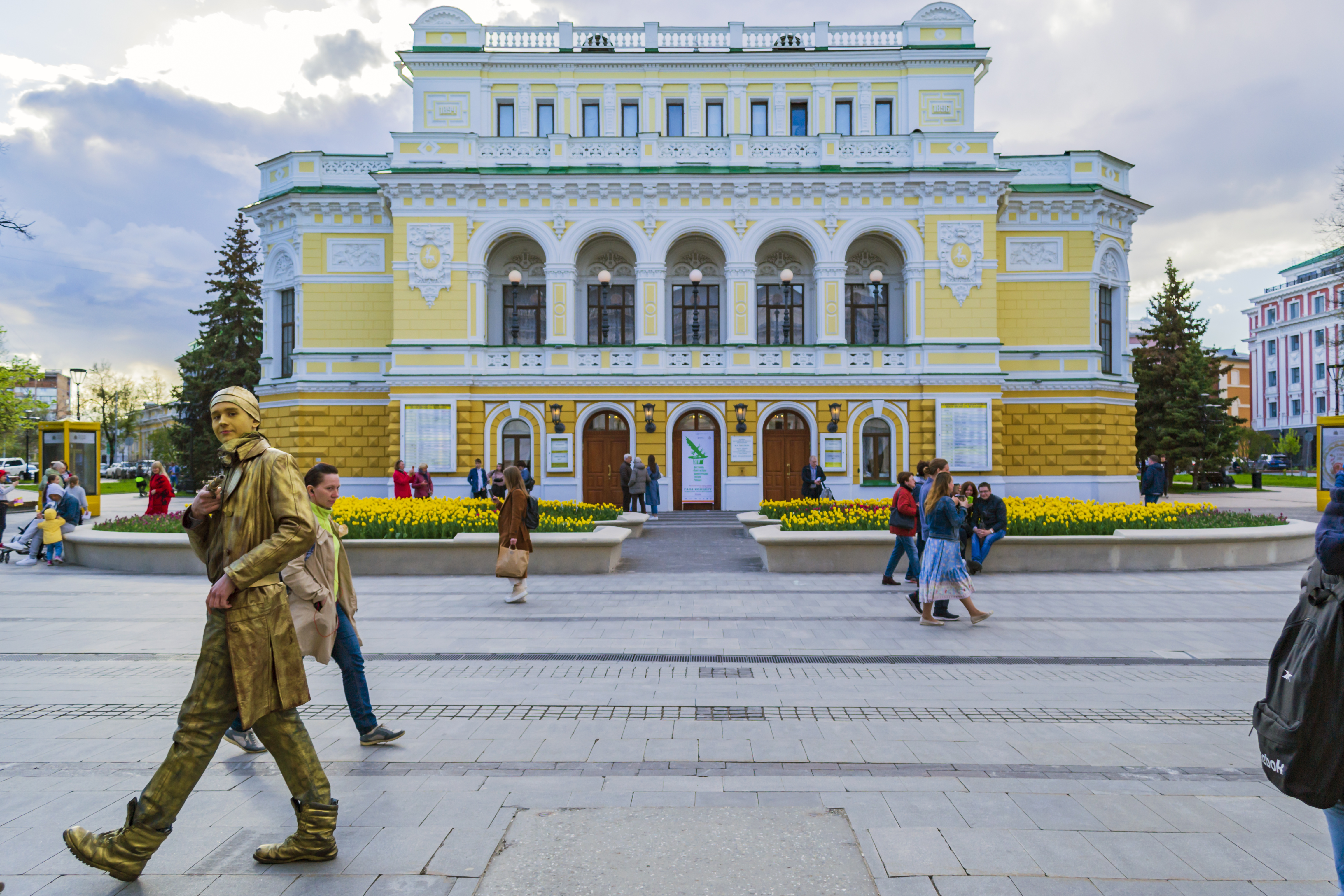
Schauspielhaus

Schauspielkunst ist in der Stadt sehr beliebt; das Theater hat eine experimentelle und moderne Ausrichtung. Das prächtige und architektonisch bedeutsame Theatergebäude wurde Ende des 19. Jahrhunderts vom deutsch-russischen Architekten Wiktor Schröter aus Sankt Petersburg errichtet.

### Park „Nischni Nowgoroder Schweiz“
Südlich der Altstadt befindet sich der Park „Nischni Nowgoroder Schweiz“. Dieser dient den Bewohnern der Stadt als Erholungsgebiet.

### „Strelka“
Die Strelka (deutsch: Landzunge) an der Mündung der Oka in die Wolga ist ein Aussichtspunkt am hohen Wolgaufer. Sie ist ein Anziehungspunkt für Touristen.

### Sacharow-Museum
Das ⊙ Museum befindet sich in einer Plattenbausiedlung in der Wohnung, in der der Physiker, Dissident und Friedens-Nobelpreisträger Andrei Sacharow während seiner Verbannung von 1980 bis 1986 lebte. Vor dem Museum wurde auf der Straße ein ihm gewidmetes Marmordenkmal aufgestellt.

### Messe

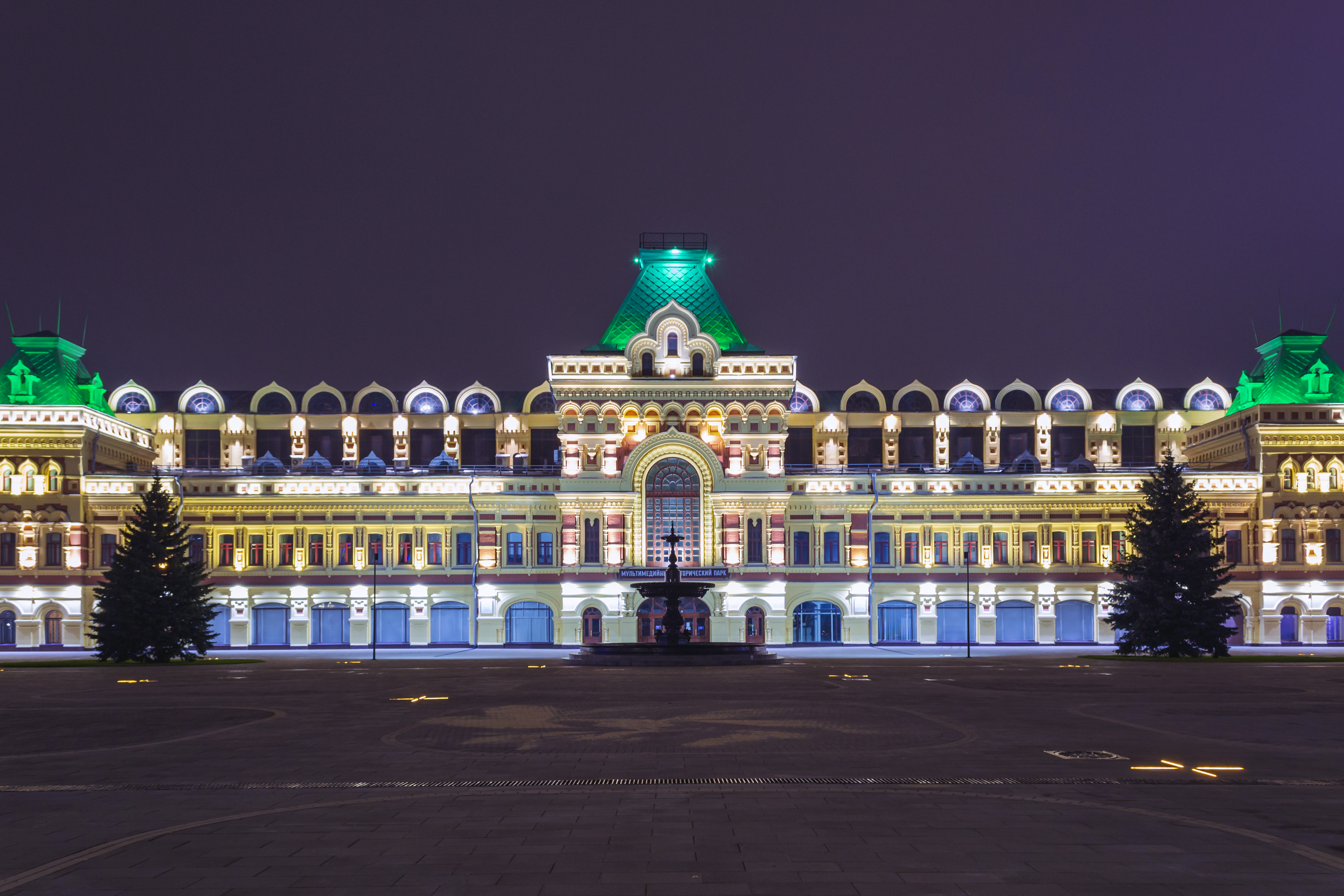
Nischni-Nowgoroder Messe

Die legendäre Nischni-Nowgoroder Messe wurde 1817 gegründet und ging aus dem Jahrmarkt von Makarjewo hervor. Sie war einer der bedeutendsten Handelsmärkte des vorrevolutionären Russlands, der Pelzhändler Emil Brass nannte sie sogar „die berühmteste Messe der Welt“. Das Messegebäude von A. A. Betankur aus dem 19. Jahrhundert ist ein prächtiges Bauwerk mit einer Stahl-Glas-Decken-Konstruktion. Auf dem Messegelände befindet sich außerdem die Verklärungskathedrale von Auguste de Montferrand, der auch die Isaakskathedrale in Sankt Petersburg schuf. Die Messe wurde inzwischen wiederbelebt.

### Hyperbolischer Turm
In der Nähe von Nischni Nowgorod steht ein einzigartiger hyperbolischer Stromleitungsmast, der im Jahre 1929 vom russischen Ingenieur, Erfinder und Universalgelehrten Wladimir Schuchow errichtet wurde.

### Stadion Nischni Nowgorod
In der Mitte der Stadt, neben der Einmündung der Oka in die Wolga, liegt das Fußballstadion Nischni Nowgorod. In dieser Arena fanden sechs Spiele der Fußball-Weltmeisterschaft 2018 statt. Nach dem Ende des Turniers sollte das Stadion zu einem mehrfunktionellen Sportkomplex umgewidmet werden.

## Wirtschaft und Infrastruktur

### Industrie

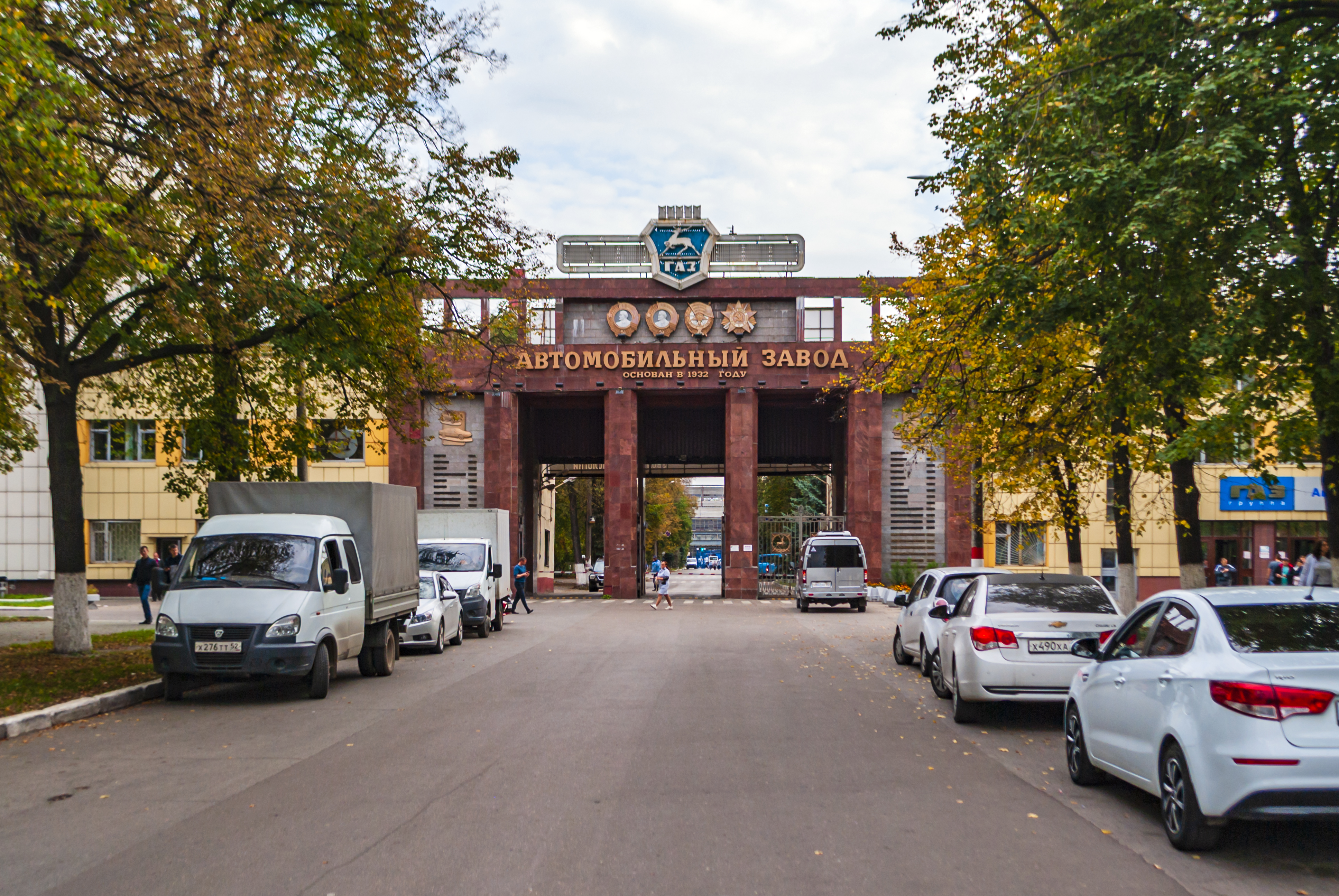
Gorki-Automobilwerk.

Nischni Nowgorod ist nicht nur alte Handelsstadt, sondern ein bedeutender industrieller Standort. Die Stadt ist Sitz des größten Automobilherstellers Russlands, des Gorkowski Awtomobilny Sawods – GAZ (russisch Горьковский автомобильный завод – ГАЗ). Im weitläufigen, bereits 1849 gegründetem Werkskomplex „Krasnoje Sormowo“, zu dem auch ab Juli 1945 ein Gefangenenlager nahe dem Wolgahafen gehörte, wurden seit dem Sommer 1941 in der Fabrik Nr. 112 mehr als 13.000 Panzer des legendären Typs T-34 gefertigt. Die dazugehörige Werft baute z. B. Küstenmotorschiffe der Wolga-Klasse sowie U-Boote der Maljutka-Klasse, des Projektes 613, des Projektes 670, des Projektes 877, des Projektes 945. Das ortsansässige Werk Nr. 92 produzierte u.a die 76-mm-Divisionskanone M1942 (SiS-3) sowie die Selbstfahrlafette ZiS-30. Zur wichtigen Industrie gehört ferner die Sokol-Flugzeugfabrik von MiG, wo u. a. MiG-31 gefertigt wurde.

### Verkehr

#### Fernverkehr

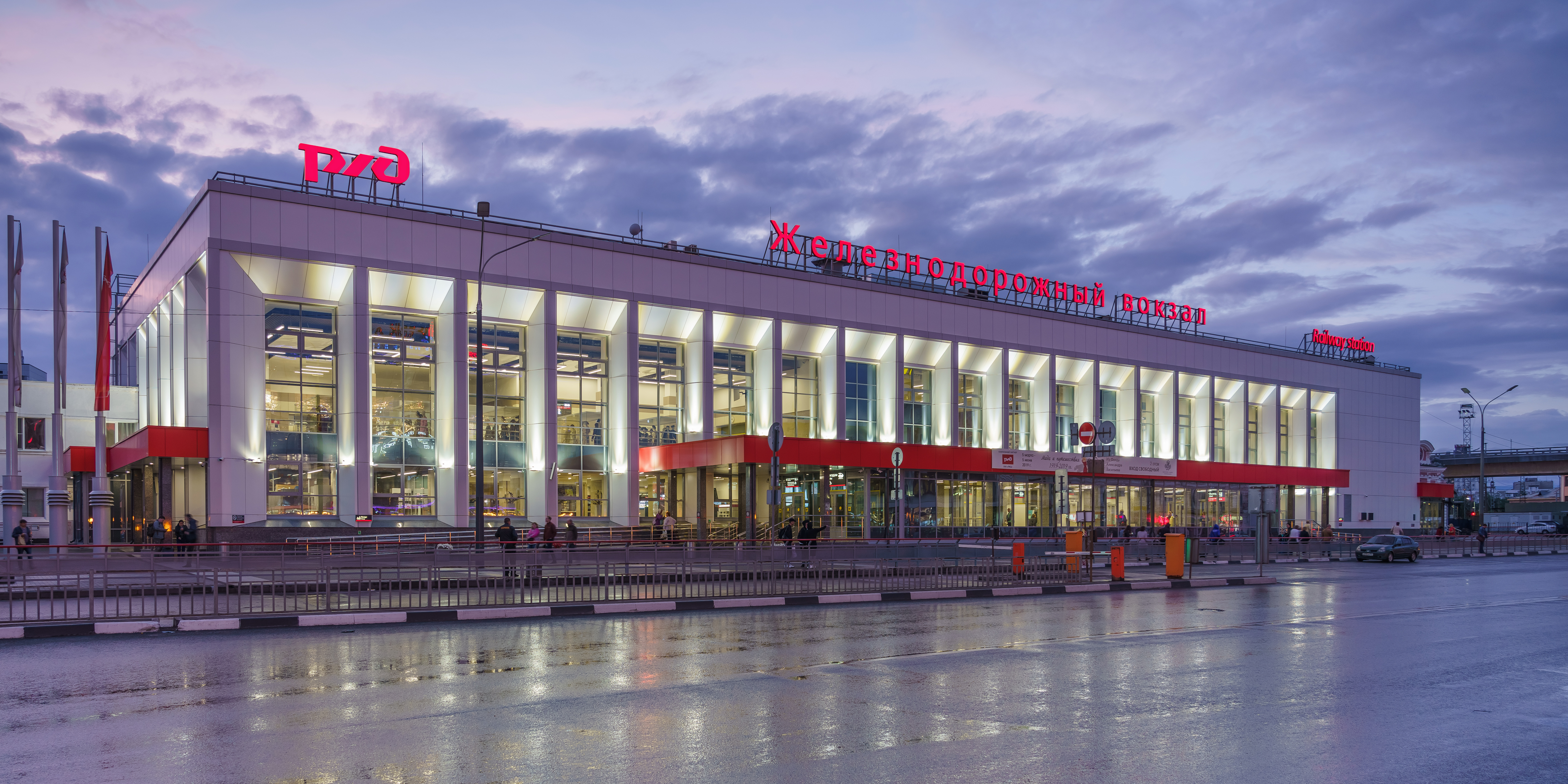
Moskauer Bahnhof

S-Bahn-Karte von Nischni Nowgorod

Nischni Nowgorod liegt an der Strecke der Transsibirischen Eisenbahn von Moskau nach Wladiwostok. Der Hauptbahnhof der Stadt heißt Moskauer Bahnhof. Die Stadt ist Verwaltungssitz der Gorkier Regionaldirektion der Russischen Staatsbahn. Die Direktion betreibt nicht nur alle Eisenbahnlinien samt zugehöriger Infrastruktur im Großraum Nischni Nowgorod, sondern auch ein über 5296 Kilometer langes Schienennetz vom östlichen Zentralrussland über das mittlere Wolgagebiet bis in den Mittleren Ural.
Nischni Nowgorod hat einen internationalen Flughafen (IATA-Code GOJ), der u. a. von Lufthansa via Moskau (Stand 2021) angeflogen wird.
Nischni Nowgorod ist mit der russischen Hauptstadt Moskau über die Fernstraße M7 Wolga verbunden. Gleichzeitig ist die Stadt Ausgangspunkt der Abzweigung R158, die in südöstlicher Richtung über Arsamas, Saransk und Pensa nach Saratow führt.
Vom Wolgahafen der Stadt ist Schifffahrt in Richtung Kaspisches Meer, Ostsee, Weißes Meer, Schwarzes Meer und Asowsches Meer möglich.

#### Innerstädtischer Verkehr

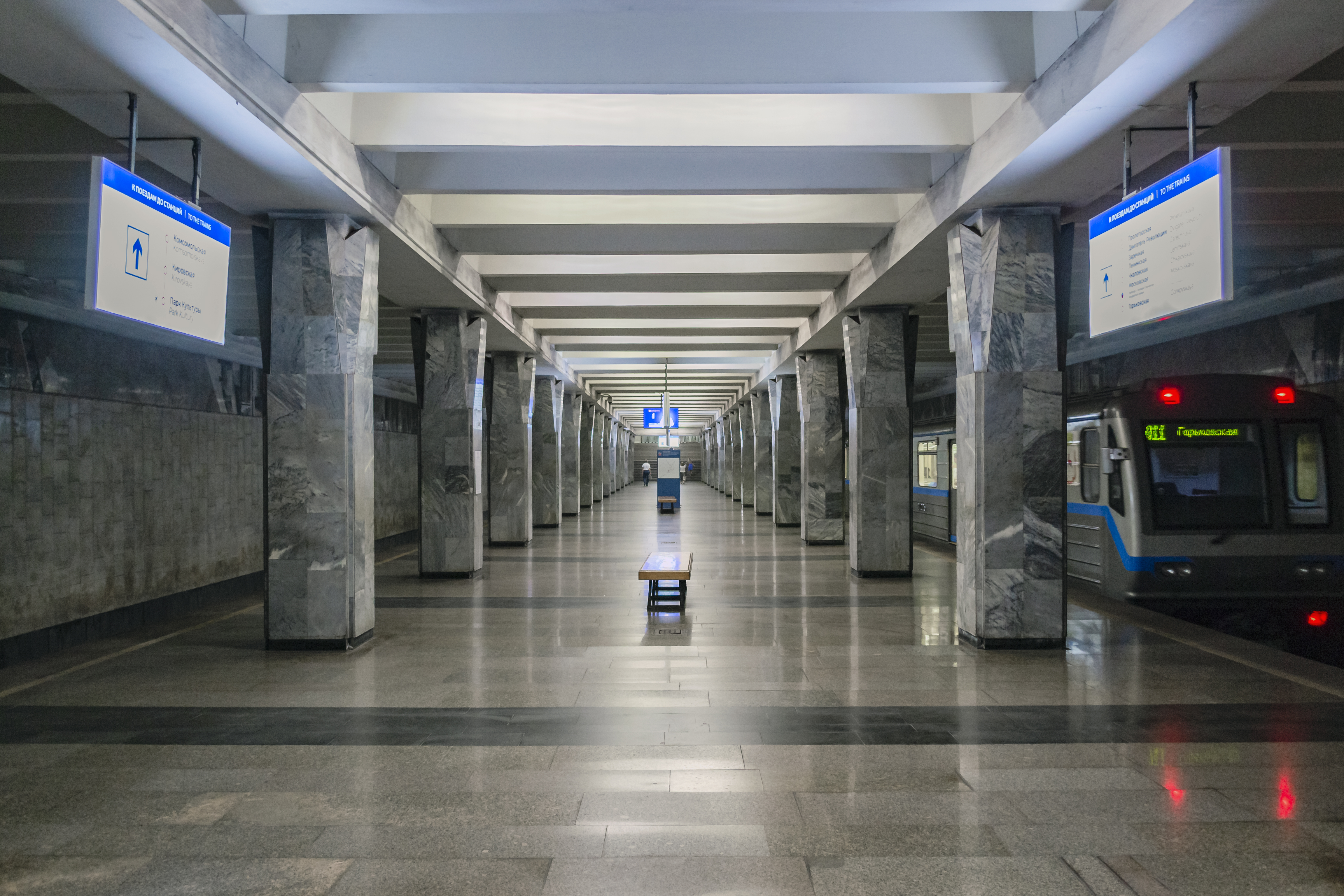
Die U-Bahn-Station „Awtosawodskaja“

Am 8. Mai 1896 (nach alter Zeitrechnung, Julianischer Kalender) wurde die Straßenbahn Nischni Nowgorods eröffnet. Mit ihrem 198 Kilometer langen Streckennetz bewältigt sie zusammen mit zahlreichen Buslinien einen Großteil des öffentlichen Personennahverkehrs innerhalb der Stadt.
Im Jahr 1985 kam die Metro Nischni Nowgorod hinzu, am 24. Juni 2013 die Nischni-Nowgoroder S-Bahn.
Seit 9. Februar 2012 ist die Wolga-Seilbahn zwischen Nischni Nowgorod und der Stadt Bor am gegenüber liegenden Ufer der Wolga im regulären Betrieb. Die insgesamt 3661 m lange Bahn wurde von POMA gebaut. Die Wolga überquert sie mit ihrer maximalen Spannweite von 900 m zwischen zwei 82 m hohen Stützen.
Die Gorki-Kindereisenbahn ist eine schmalspurige Parkeisenbahn mit drei Stationen.

## Weiterführende Bildungseinrichtungen

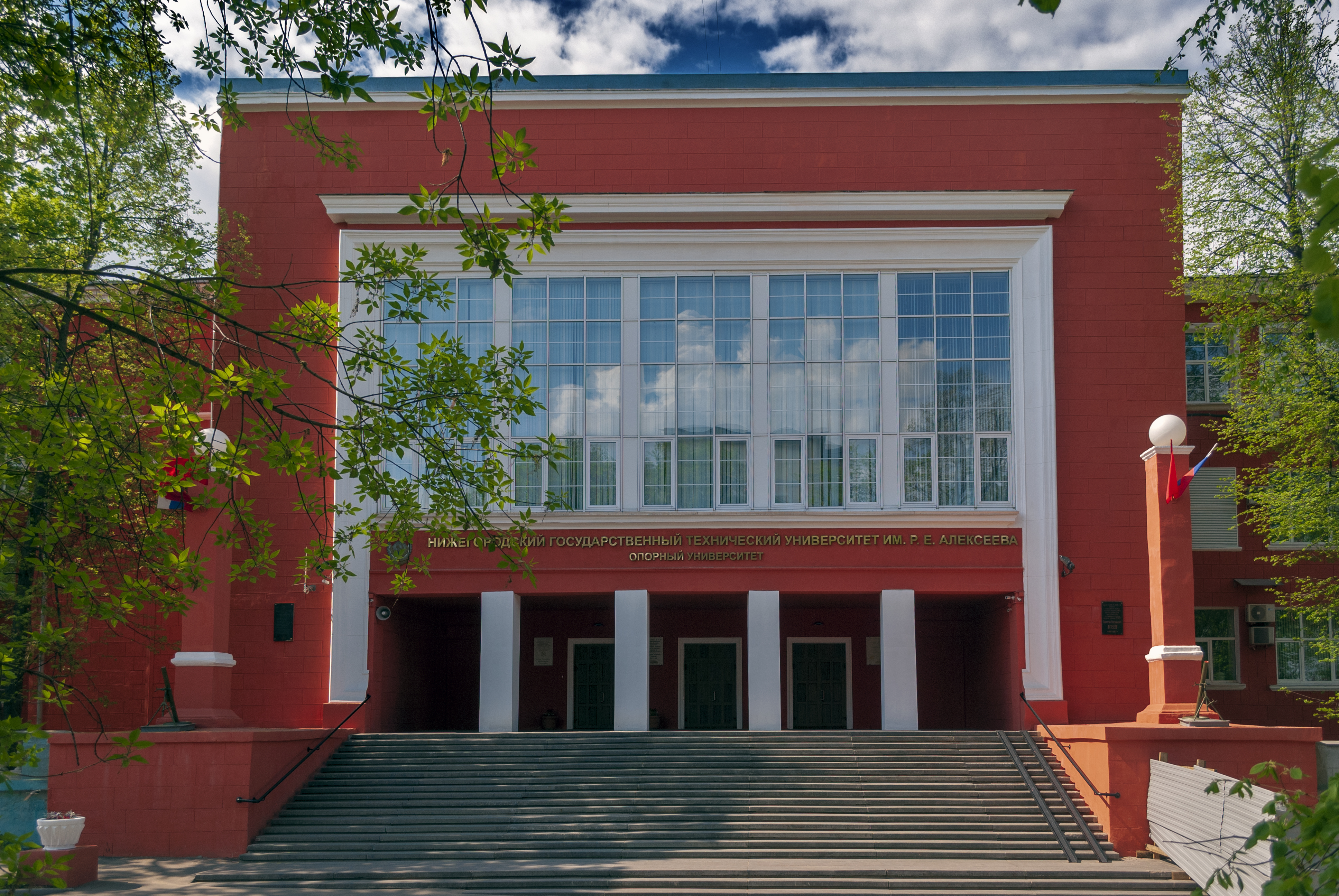
Staatliche Technische Universität Nischni Nowgorod

- Akademie für Staatsdienst des Gebietes Wolgo-Wjatsk
- Filiale der Hochschule für Ökonomie
- Filiale der Öffentlichen Regionaluniversität
- Filiale der Russischen Öffentlichen Technischen Universität für Verkehrsverbindungen
- Filiale der Staatlichen Universität Nischni Nowgorod
- Filiale des Geisteswissenschaftlichen Instituts Nischni Nowgorod
- Filiale des Moskauer Instituts für Ökonomie, Management und Recht
- Handelsinstitut Nischni Nowgorod
- Institut für Management und Business Nischni Nowgorod
- Institut für Rehabilitierung
- Juristisches Institut Nischni Nowgorod des Innenministeriums Russlands
- Staatliches M.-I.-Glinka-Konservatorium Nischni Nowgorod
- Rechtsakademie Nischni Nowgorod
- Staatliche Akademie für Wasserstraßenverkehr des Wolgagebiets
- Staatliche Landwirtschaftliche Akademie Nischni Nowgorod
- Staatliche Linguistische N.-A.-Dobroljubow-Universität Nischni Nowgorod
- Medizinische Universität des Wolgagebiets
- Staatliche Lobatschewski-Universität Nischni Nowgorod
- Staatliche Pädagogische Universität Nischni Nowgorod
- Staatliche Technische Universität Nischni Nowgorod
- Staatliche Universität für Architektur und Baukunst Nischni Nowgorod
- Staatliches Ingenieurpädagogisches Institut des Wolgagebiets

## Sport

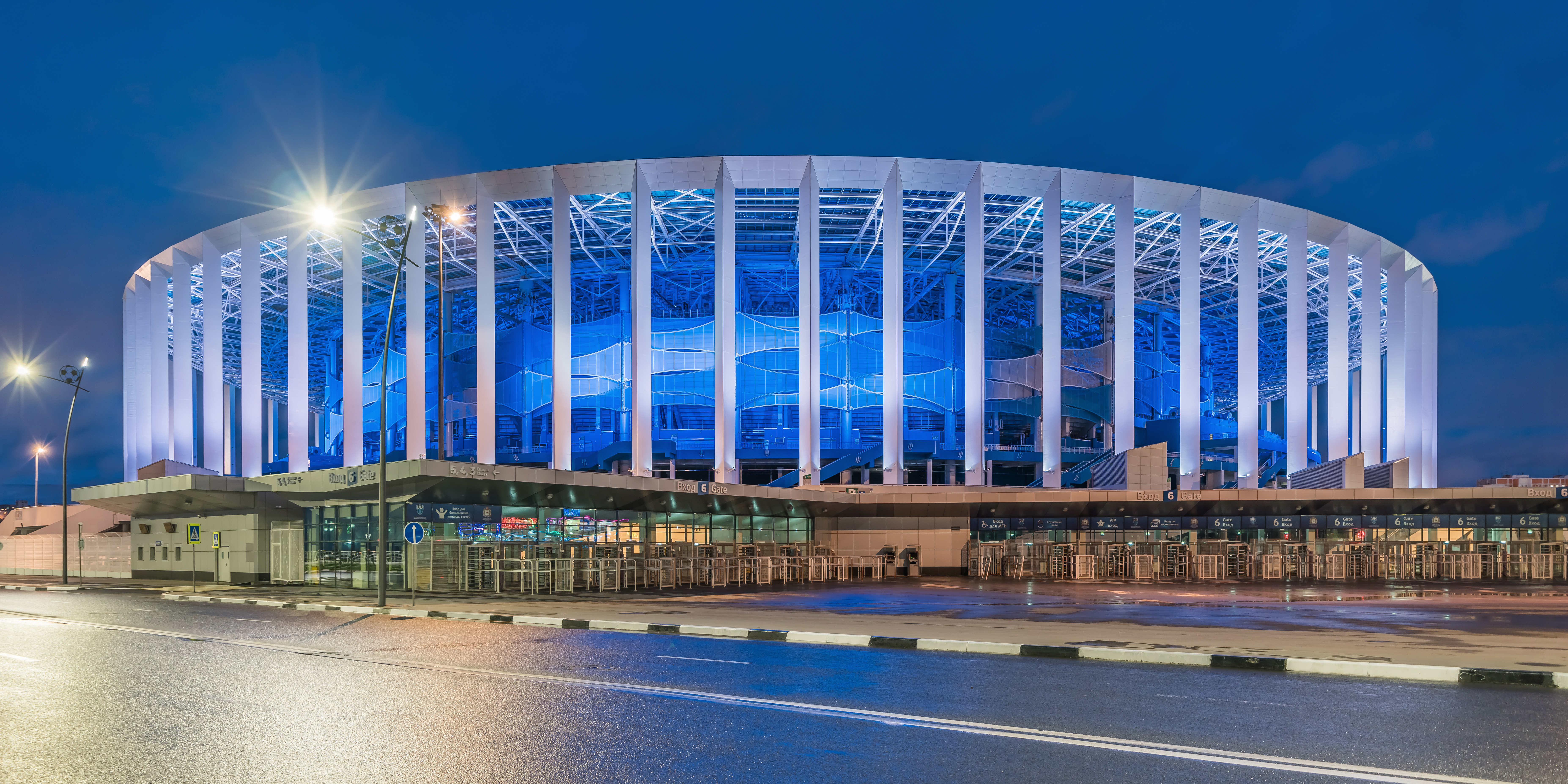
Stadion Nischni Nowgorod

Zu den bekanntesten Sportvereinen Nischni Nowgorods gehört der Eishockey-Club HK Torpedo Nischni Nowgorod, der am Spielbetrieb Kontinentalen Hockey-Liga (KHL) teilnimmt. Seine Heimspielstätte ist die 2007 modernisierte Mehrzweckhalle KRK Nagorny, die knapp 5600 Zuschauerplätze hat und außer für Eishockeyspiele auch für Veranstaltungen in diversen Hallensportarten sowie für Konzerte und Ausstellungen genutzt wird. Die Halle wird ebenfalls vom Frauen-Eishockeyklub SKIF Nischni Nowgorod genutzt, der den IIHF European Women Champions Cup 2008/09 gewann.
Im Fußball ist bzw. war die Stadt durch die zahlreichen Vereine FK Nischni Nowgorod, FK Wolga Nischni Nowgorod, FK Spartak Nischni Nowgorod sowie FK Lokomotive Nischni Nowgorod vertreten, die für mehrere Saisons in der höchsten russischen Klasse, der Premjer-Liga, spielten, gegenwärtig jedoch entweder in der zwei Klasse tieferen Zweiten Division vertreten sind oder lediglich im Amateurbereich anzutreffen sind. Die Stadt besitzt mit dem 1932 eröffneten und bis zu 17.856 Zuschauer fassenden Lokomotive-Stadion eine eigene Spielstätte.
Nachdem Russland den Zuschlag für die Austragung der Fußball-Weltmeisterschaft 2018 erhalten hatte, wurde bekannt, dass auch Nischni Nowgorod als Spielort vorgesehen war. Hierzu wurde bis Mai 2018 das neue Stadion Nischni Nowgorod mit einer Kapazität von ca. 45.000 Zuschauern errichtet. Nachdem es für das WM-Turnier 2018 genutzt wurde, werden auch die Heimspiele des neuen, ortsansässigen Vereins Olimpijez Nischni Nowgorod dort ausgetragen.
Der Bandyklub HK Start Nischni Nowgorod nimmt am Spielbetrieb der Superliga teil. In der Stadt ist auch der Basketballklub BK Nischni Nowgorod aus der VTB United League beheimatet.

## Städtepartnerschaften
Nischni Nowgorod pflegt Partnerschaften mit folgenden Städten:
| - Essen (Deutschland), seit 1991 - Philadelphia (USA), seit 1992 - Linz (Österreich), seit 1993 - Jinan (Volksrepublik China), seit 1994 - Tampere (Finnland), seit 1995 - Charkiw (Ukraine), seit 2001 - Matanzas (Kuba), seit 2004 | - Suwon (Republik Korea), seit 2005 - Novi Sad (Serbien), seit 2006 - Minsk (Belarus), seit 2007 - Sant Boi de Llobregat (Spanien), seit 2009 - Bălți (Moldau), seit 2016 - Simferopol (Ukraine, derzeit russisch besetzt), seit 2016 |

## Persönlichkeiten aus Nischni Nowgorod

### Prominente, die in Nischni Nowgorod lebten und wirkten
- Maksim Bahdanowitsch (1891–1917), belarussischer Dichter
- Max Hoelz (1889–1933), deutscher Kommunist und Opfer des sowjetischen Geheimdienstes
- Andrei Sacharow (1921–1989), Friedensnobelpreisträger
- Taylor Rochestie (* 1985), Basketballspieler
- Denis Tscheryschew (* 1990), Fußballspieler

## Klimatabelle
|                       | Jan   | Feb   | Mär  | Apr | Mai  | Jun  | Jul  | Aug  | Sep  | Okt | Nov  | Dez   |   |     |
| Mittl. Tagesmax. (°C) | −8,3  | −6,1  | −0,1 | 9,9 | 18,1 | 21,8 | 23,6 | 21,6 | 15,1 | 6,9 | −0,5 | −5,4  | ⌀ | 8,1 |
| Mittl. Tagesmin. (°C) | −14,5 | −12,6 | −6,8 | 1,6 | 8,2  | 12,0 | 14,4 | 12,5 | 7,4  | 1,2 | −4,9 | −10,8 | ⌀ | 0,7 |
|                       |       |       |      |     |      |      |      |      |      |     |      |       |   |     |
| Niederschlag (mm)     | 40    | 33    | 28   | 36  | 52   | 64   | 76   | 67   | 57   | 59  | 56   | 50    | Σ | 618 |
|                       |       |       |      |     |      |      |      |      |      |     |      |       |   |     |
| Regentage (d)         | 11    | 8     | 7    | 8   | 8    | 10   | 10   | 9    | 10   | 11  | 12   | 12    | Σ | 116 |

| −14,5 |

| −12,6 |

| −6,8 |

| 1,6 |

| 8,2 |

| 12,0 |

| 14,4 |

| 12,5 |

| 7,4 |

| 1,2 |

| −4,9 |

| −10,8 |

| −14,5 |

| −12,6 |

| −6,8 |

| 1,6 |

| 8,2 |

| 12,0 |

| 14,4 |

| 12,5 |

| 7,4 |

| 1,2 |

| −4,9 |

| −10,8 |

## Trivia
Der am 8. September 1981 entdeckte Hauptgürtelasteroid (7736) Nizhnij Novgorod wurde nach der Stadt benannt.